# Зленко, Анатолий Максимович
Анато́лий Макси́мович Зле́нко (укр. Анатолій Максимович Зленко; 2 июня 1938, пос. Ставище Ставищенский район, Киевская область, УССР — 1 марта 2021) — украинский государственный деятель. Дважды министр иностранных дел Украины, с июля 1990 по август 1994 года и с октября 2000 по сентябрь 2003 года.

## Образование
- Киевский горный техникум
- Киевский государственный университет им. Т. Г. Шевченко (переводчик-референт)

## Биография
На дипломатической работе с 1967 года. С 1967 года — атташе, второй секретарь отдела международных организаций МИД УССР.

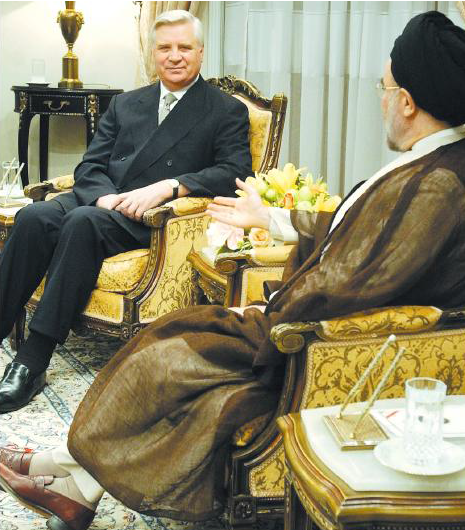
Министр иностранных дел Украины Анатолий Зленко с Президентом Ирана Мохаммадом Хатами 19 июля 2003 года

- В 1973—1979 годах — сотрудник секретариата ЮНЕСКО в Париже.
- В 1979 — советник отдела международных организаций МИД УССР.
- В 1979—1983 годах — ответственный секретарь Комиссии УССР по делам ЮНЕСКО.
- В 1983—1987 годах — постоянный представитель УССР при ЮНЕСКО.
- В 1989—1990 годах — первый заместитель министра иностранных дел УССР.
- С 27 июля 1990 по 1991 год — министр иностранных дел УССР[1].
- 14 сентября 1990 года указом президента СССР присвоен ранг чрезвычайного и полномочного посла[2].
- С 1991 по 25 августа 1994 года — министр иностранных дел Украины[3].
- С 28 сентября 1994 по 19 сентября 1997 года — постоянный представитель Украины при ООН[4][5].
- С 19 сентября 1997 по 2 октября 2000 года — чрезвычайный и полномочный посол Украины во Французской Республике[6][7].
- С 19 сентября 1997 по 17 октября 2000 года — Постоянный представитель Украины при ЮНЕСКО[6][8].
- С 14 апреля 1998 по 17 октября 2000 года — чрезвычайный и полномочный посол Украины в Португальской Республике по совместительству[8][9].
- С 2 октября 2000 по 2 сентября 2003 года — министр иностранных дел Украины (второй раз)[10][11].
- С 15 октября 2003 по 22 января 2005 года — Советник президента Украины по специальным международным вопросам[12][13].
- В 2004—2005 годах — представитель Украины в Комиссии ООН по правам человека[14].
- C 13 октября 2006 года назначен советником Премьер-министра Украины В. Ф. Януковича по специальным международным вопросам[15].
- С лета 2006 года заместитель председателя гражданско-политического объединения «Украинский форум». С весны 2009 года член совета Гражданского движения «Новая Украина».
- С сентября 2010 года вице-президент Киевского славистического университета и директор Института славистики и международных отношений КСУ.

Умер 1 марта 2021 года в возрасте 82 года. Был похоронен 4 марта на Байковом кладбище (участок № 42а).
Кроме украинского и русского владел английским, испанским, португальским и французским языками.

## Награды
- Орден князя Ярослава Мудрого
  - I степени (23 августа 2021 года, посмертно) — за значительный личный вклад в государственное строительство, укрепление обороноспособности, социально-экономическое, научно-техническое, культурно-образовательное развитие Украинского государства, весомые трудовые достижения, многолетний добросовестный труд и по случаю 30-й годовщины независимости Украины[18]
  - II степени (22 декабря 2017 года) — за значительный личный вклад в укрепление международного сотрудничества Украины, многолетнюю плодотворную дипломатическую деятельность и высокий профессионализм[19]
  - III степени (22 января 2016 года) — за значительный личный вклад в государственное строительство, социально-экономическое, научно-техническое, культурно-образовательное развитие Украинского государства, дело консолидации украинского общества, многолетний добросовестный труд[20]
  - IV степени (23 августа 2011 года) — за значительный личный вклад в становление независимости Украины, утверждение её суверенитета и международного авторитета, заслуги в государствообразующей, социально-экономической, научно-технической, культурно-образовательной деятельности, добросовестное и безупречное служение Украинскому народу[21]
  - V степени (30 мая 2008 года) — за значительный личный вклад в становление и развитие украинской дипломатической службы, повышение авторитета Украины на международной арене[22]
- Орден «За заслуги»
  - I степени (2 июня 2003 года) — за весомые личные заслуги перед Украиной в государственном строительстве, многолетнюю плодотворную дипломатическую деятельность[23]
  - II степени (12 июля 1999 года) — за весомый личный вклад в развитие дипломатической службы, подъём авторитета Украины на международной арене[24]
  - III степени (14 февраля 1997 года) — за многолетнюю плодотворную дипломатическую деятельность, значительный личный вклад в подъём международного авторитета и рост роли Украины в мире[25]
- Почётная грамота Президиума Верховного Совета УССР
- Орден Почётного легиона (Франция, 1998 год)
- Большой крест ордена Заслуг (Португалия, 16 апреля 1998 года)[26]
- Командор 1-го класса ордена Святого Григория Великого (11 декабря 2001 года, Ватикан)[27][28]
- Орден Чести (Грузия, 2003 год)

## Дипломатический ранг
- 14 сентября 1990 года — чрезвычайный и полномочный посол

## Использованная литература
Зленко Анатолий Максимович // Кто есть кто в России и в ближнем зарубежье: Справочник. — М.:Издательский дом «Новое время», «Всё для Вас», 1993, С. 256—257. ISBN 5-86564-033-X